# Estádio Mário Duarte
O Estádio Mário Duarte foi um estádio de futebol que existiu em Aveiro, Portugal, utilizado principalmente pelo Sport Clube Beira-Mar. A capacidade do estádio rondava as 12 000 pessoas.
A demolição desta infraestrutura foi planeada em 2019 e iniciada a 18 de junho de 2020, de forma a libertar a área por ela ocupada para a ampliação do Hospital de Aveiro. As atividades desportivas transitaram para o mais recente Estádio Municipal de Aveiro.

## Nome
O nome do estádio vem de um futebolista Português de Anadia chamado Mário Ferreira Duarte. Depois da abertura do estádio, decidiu-se que o estádio teria o seu nome, pela sua importância social e desportiva.
A alcunha "O Velhinho" refere-se não só à idade do estádio, mas também ao facto de ele ter estado ao abandono durante doze anos. A maioria dos Beiramarenses nunca chegou a aceitar a mudança do clube para o Estádio Municipal de Aveiro, visto que tanto o clube como o Estádio Mário Duarte têm uma ligação emocional muito forte aos adeptos.

## História

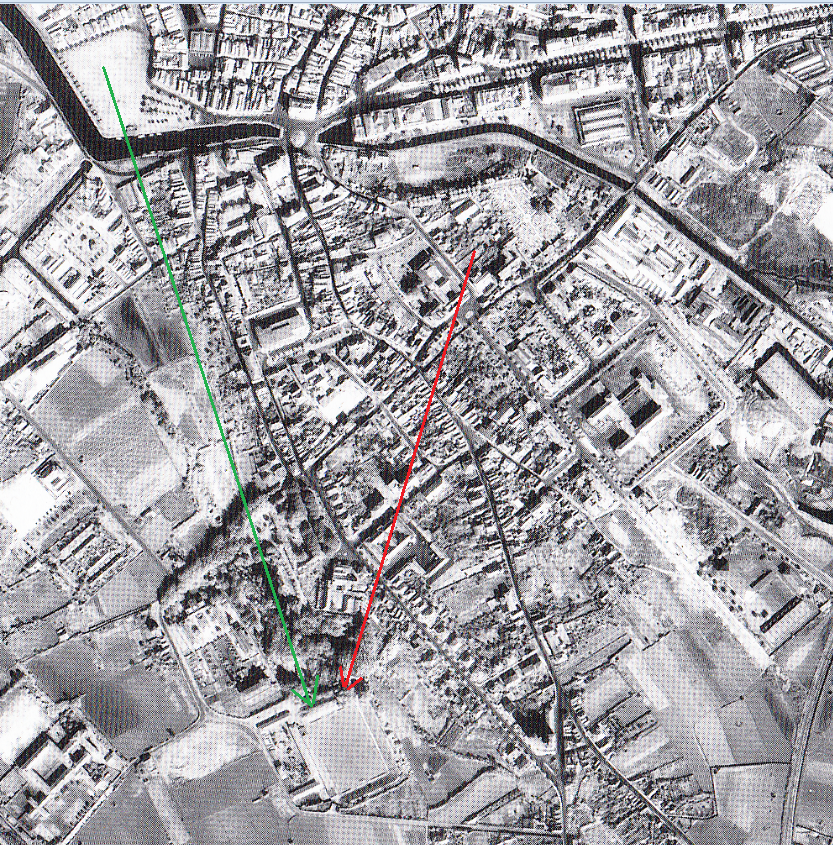
Localização do Mário Duarte numa vista aérea antiga. As setas indicam de onde se moveram os jogos dos campos improvisados, do Rossio, a verde e de São Domingos, a vermelho

Foi o primeiro estádio permanente na cidade de Aveiro, cuja construção se inicia e termina em 1935 por ordem do edil Dr. Lourenço Peixinho. Inicialmente chamado de Estádio Municipal (não confundir com o atual Estádio Municipal de Aveiro), foi renomeado para Estádio Mário Duarte na sequência da morte deste, em dezembro de 1939.

A 21 de Setembro de 1940 escreve o semanário da cidade, "O Democrata":
"Pensa-se numa nova homenagem a prestar à memória do saudoso sportsman, que consistirá na colocação de uma figura alegórica no Campo de Jogos que já tem o seu nome. encimada por um medalhão com o seu retrato em relevo. A ideia pertence ao Sport Clube Beira-Mar, de que Mário Duarte foi presidente honorário, devendo a sua inauguração ter lugar, possivelmente, em Dezembro, aquando do primeiro aniversário da sua morte.(...)"